# Ruben Reyes
Ruben T. Reyes (Hagonoy, 3 januari 1939 - 13 september 2021) was een Filipijns rechter van het Filipijns hooggerechtshof. Reyes werd na het bereiken van de verplichte pensioenleeftijd opgevolgd door Diosdado Peralta.
Voordat Reyes op 69-jarige leeftijd benoemd werd als rechter van het hooggerechtshof was hij reeds viermaal eerder genomineerd door de Judicial and Bar Council (JBC). Op 2 augustus werd hij na de vijfde nominatie benoemd door president Gloria Macapagal-Arroyo, als opvolger van Romeo Callejo sr. die de pensioengerechtigde leeftijd had bereikt. De benoeming van Reyes was controversieel omdat hij volgens de regels van de JBC te oud zou zijn om benoemd te worden. Deze regels schrijven namelijk voor dat slechts die personen die een functie minimaal anderhalf jaar kunnen vervullen, in aanmerking komen voor een nominatie. Reyes, die op 3 januari 2009 de pensioengerechtigde leeftijd bereikte, kwam daarmee dus enkele maanden tekort om aan deze eis te kunnen voldoen.
Na zijn pensionering raakte Reyes in opspraak toen bleek dat hij een voorlopige beslissing in een van zijn zaken als lid van het hooggerechtshof had gelekt. De zaak betrof het beroep dat was aangetekend tegen de deelname aan de verkiezing voor het Huis van Afgevaardigden van 2007 van de uiteindelijke winnaar namens Negros Oriental, Jocelyn Limkaichong. Reyes werd op 11 augustus 2009 schuldig bevonden aan het lekken van de voorlopige beslissing en daarop voor het leven geschorst. Bovendien mocht hij geen overheidsposities meer bekleden en moest hij een boete betalen.